# 203-тя піхотна дивізія (Третій Рейх)
203-тя піхотна дивізія (Третій Рейх) (нім. 203. Infanterie-Division) — піхотна дивізія Вермахту, що билася на Східному фронті наприкінці Другої світової війни. 21 жовтня 1944 року сформована шляхом реформування 203-ї дивізії охорони вермахту. У квітні 1945 року розгромлена радянськими військами на півночі Польщі.

## Історія
203-тя піхотна дивізія сформована 21 жовтня 1944 року шляхом реформування 203-ї дивізії охорони вермахту, що знаходилася в цей час на лінії фронту між Бубром та Нарвою в Польщі. У листопаді 1944 — січні 1945 року дивізія вела бої у Східній Пруссії, була розбита військами 48-ї радянської армії на північ від Ломжі. Рештки дивізії потрапили в оточення на півострові Гель на півночі Польщі, де й капітулювала разом з іншими частинами вермахту у квітні 1945 року.

## Райони бойових дій
- Польща (жовтень 1944 — лютий 1945);
- Німеччина (лютий — травень 1945).

## Командування

### Командири
- генерал-лейтенант Макс Горн (нім. Max Horn) (21 жовтня — 18 листопада 1944);
- генерал-лейтенант Вільгельм Томас (нім. Wilhelm Thomas) (18 листопада — 26 грудня 1944);
- генерал-лейтенант Фріц Гедіке (нім. Fritz Gädicke) (26 грудня 1944 — квітень 1945).

### Підпорядкованість
| Час      | Корпус   | Армія                   | Група армій (округ) | Штаб   |
| -------- | -------- | ----------------------- | ------------------- | ------ |
| 1944     |          |                         |                     |        |
| листопад | XXVII ак | 4 А                     | Група армій «Центр» | Ломжа  |
| 1945     |          |                         |                     |        |
| січень   | LV ак    | 4 А                     | Група армій «Центр» | Ломжа  |
| березень |          | 2 А                     | Група армій «Вісла» | Данциг |
| квітень  |          | Корпус «Східна Пруссія» | ОКГ                 | Гель   |

### Склад
| Листопад 1944                          |
| -------------------------------------- |
| 608-й гренадерський полк               |
| 613-й гренадерський полк               |
| 930-й гренадерський полк               |
| 203-й артилерійський полк              |
| 203-й інженерний батальйон             |
| 203-й фузилерний батальйон             |
| 203-тя протитанкова рота               |
| 203-й батальйон зв'язку                |
| 203-й запасний батальйон               |
| 203-те дивізійне управління постачання |

## Нагороджені дивізії
Нагороджені дивізії
|  | Кавалери Золотого Німецького Хреста | 1 |